# Landry Bonnefoi
Landry Bonnefoi (Villeparisis, 20 settembre 1983) è un ex calciatore francese, di ruolo portiere, preparatore dei portieri per lo Strasburgo femminile.

## Carriera
Promettente portiere francese, nel 2001 il diciottenne Bonnefoi è acquistato dagli italiani della Juventus. Nel successivo biennio, tuttavia, non trova spazio nella squadra bianconera, partecipando da comprimario alla vittoria di due campionati di Serie A e una Supercoppa di Lega. Nella stagione 2003-2004 viene ceduto in prestito al Messina, in Serie B: gioca una sola partita, la trasferta di Torino del 12 giugno 2004 (1-3), che comunque gli vale il debutto da professionista.
Rientrato nel frattempo nei ranghi della Juventus, nel 2006 torna in patria venendo ceduto ancora in prestito al Metz, dove anche qui prende parte tra le seconde linee alla vittoria della Ligue 2. Nel 2007 approda a titolo definitivo al Digione, società dove per la prima volta in carriera trova una certa continuità di rendimento, e nella quale resta fino al 2009 quando viene acquistato dall'Amiens.
Nel 2012 viene ceduto al Bastia, con cui debutta in Ligue 1 totalizzando 8 presenze nella prima divisione francese. L'estate seguente passa allo Châteauroux, dove rimane per il successivo biennio venendo sovente chiamato in causa.
Nel 2016 si accorda con lo Strasburgo, con cui nell'annata seguente vince il suo secondo titolo di Ligue 2, seppur ancora da comprimario; rescinde inizialmente il contratto col club a fine stagione, tornando però ugualmente tra i ranghi dei bleu et blanc nelle settimane successive.
Si svincola definitivamente dallo Strasburgo nell'estate 2018, per approdare la stagione seguente ai lussemburghesi del F91 Dudelange con cui chiude la carriera.

## Statistiche

### Presenze e reti nei club
| Stagione           | Squadra            | Campionato         | Campionato | Campionato | Coppe nazionali | Coppe nazionali | Coppe nazionali | Coppe continentali | Coppe continentali | Coppe continentali | Altre coppe | Altre coppe | Altre coppe | Totale | Totale  |
| Stagione           | Squadra            | Comp               | Pres       | Reti       | Comp            | Pres            | Reti            | Comp               | Pres               | Reti               | Comp        | Pres        | Reti        | Pres   | Reti    |
| ------------------ | ------------------ | ------------------ | ---------- | ---------- | --------------- | --------------- | --------------- | ------------------ | ------------------ | ------------------ | ----------- | ----------- | ----------- | ------ | ------- |
| 2000-2001          | Cannes             | D2                 | 0          | 0          | CF+CdL          | 0               | 0               | -                  | -                  | -                  | -           | -           | -           | 0      | 0       |
| 2001-2002          | Juventus           | A                  | 0          | 0          | CI              | 0               | 0               | UCL                | 0                  | 0                  | -           | -           | -           | 0      | 0       |
| 2002-2003          | Juventus           | A                  | 0          | 0          | CI              | 0               | 0               | UCL                | 0                  | 0                  | SI          | 0           | 0           | 0      | 0       |
| 2003-2004          | Messina            | B                  | 1          | -1         | CI              | 0               | 0               | -                  | -                  | -                  | -           | -           | -           | 1      | -1      |
| 2004-2005          | Juventus           | A                  | 0          | 0          | CI              | 0               | 0               | UCL                | 0                  | 0                  | -           | -           | -           | 0      | 0       |
| 2005-2006          | Juventus           | A                  | 0          | 0          | CI              | 0               | 0               | UCL                | 0                  | 0                  | SI          | 0           | 0           | 0      | 0       |
| Totale Juventus    | Totale Juventus    | Totale Juventus    | 0          | 0          |                 | 0               | 0               |                    | 0                  | 0                  |             | 0           | 0           | 0      | 0       |
| 2006-2007          | Metz               | L2                 | 1          | 0          | CF+CdL          | 1+1             | -2 + -1         | -                  | -                  | -                  | -           | -           | -           | 3      | -3      |
| 2007-2008          | Digione            | L2                 | 4          | -6         | CF+CdL          | 0+1             | 0               | -                  | -                  | -                  | -           | -           | -           | 5      | -6      |
| 2008-2009          | Digione            | L2                 | 20         | -28        | CF+CdL          | 0               | 0               | -                  | -                  | -                  | -           | -           | -           | 20     | -28     |
| Totale Digione     | Totale Digione     | Totale Digione     | 24         | -34        |                 | 1               | 0               |                    | -                  | -                  |             | -           | -           | 25     | -34     |
| 2009-2010          | Amiens             | CN                 | 36         | -53; 1     | CF+CdL          | 0+2             | 0 + -2          | -                  | -                  | -                  | -           | -           | -           | 38     | -55; 1  |
| 2010-2011          | Amiens             | CN                 | 38         | -25        | CF+CdL          | 0+1             | 0 + -1          | -                  | -                  | -                  | -           | -           | -           | 39     | -26     |
| 2011-2012          | Amiens             | L2                 | 32         | -45        | CF+CdL          | 0+3             | 0 + -3          | -                  | -                  | -                  | -           | -           | -           | 35     | -48     |
| Totale Amiens      | Totale Amiens      | Totale Amiens      | 106        | -123; 1    |                 | 6               | -6              |                    | -                  | -                  |             | -           | -           | 112    | -129; 1 |
| 2012-2013          | Bastia             | L1                 | 8          | -12        | CF+CdL          | 1+2             | -2 + -3         | -                  | -                  | -                  | -           | -           | -           | 11     | -17     |
| 2013-2014          | Châteauroux        | L2                 | 38         | -59        | CF+CdL          | 0+1             | 0 + -1          | -                  | -                  | -                  | -           | -           | -           | 39     | -60     |
| 2014-2015          | Châteauroux        | L2                 | 34         | -54        | CF+CdL          | 3+1             | -2 + -3         | -                  | -                  | -                  | -           | -           | -           | 38     | -59     |
| Totale Châteauroux | Totale Châteauroux | Totale Châteauroux | 72         | -113       |                 | 5               | -4              |                    | -                  | -                  |             | -           | -           | 77     | -117    |
| 2016-2017          | Strasburgo         | L2                 | 2          | -3         | CF+CdL          | 5+2             | -3 + -2         | -                  | -                  | -                  | -           | -           | -           | 9      | -8      |
| 2017-2018          | Strasburgo         | L1                 | 4          | -6         | CF+CdL          | 0+1             | 0 + -1          | -                  | -                  | -                  | -           | -           | -           | 5      | -7      |
| Totale Strasburgo  | Totale Strasburgo  | Totale Strasburgo  | 6          | -9         |                 | 8               | -6              |                    | -                  | -                  |             | -           | -           | 14     | -15     |
| 2018-2019          | F91 Dudelange      | DN                 | 0          | 0          | CL              | 0               | 0               | UEL                | 4                  | -12                | -           | -           | -           | 4      | -12     |
| Totale carriera    | Totale carriera    | Totale carriera    | 218        | -292; 1    |                 | 25              | -24             |                    | 4                  | -12                |             | 0           | 0           | 247    | -328; 1 |

## Palmarès
- Campionato italiano: 2

Juventus: 2001-2002, 2002-2003
- Supercoppa italiana: 1

Juventus: 2002
- Campionato italiano: 1 (revocato)

Juventus: 2004-2005
- Ligue 2: 2

Metz: 2006-2007
Strasburgo: 2016-2017
- Campionato lussemburghese: 1

F91 Dudelange: 2018-2019
- Coppa del Lussemburgo: 1

F91 Dudelange: 2018-2019